# リボース-1-デヒドロゲナーゼ (NADP+)
リボース-1-デヒドロゲナーゼ (NADP+)（ribose 1-dehydrogenase (NADP+)）は、次の化学反応を触媒する酸化還元酵素である。
D-リボース + NADP+ + H2O {\displaystyle \rightleftharpoons } D-リボン酸 + NADPH + H+
すなわち、この酵素の基質はD-リボースとNADP+と水、生成物はD-リボン酸とNADPHとH+である。
組織名はD-ribose:NADP+ 1-oxidoreductaseで、別名にD-ribose dehydrogenase (NADP+), NADP+-pentose-dehydrogenase, ribose 1-dehydrogenase (NADP+)がある。